# Diemut Kucharz
Diemut Kucharz (* 1959) ist eine deutsche Pädagogin und Hochschullehrerin.

## Leben
Kucharz studierte von 1978 bis 1982 Grund- und Hauptschullehramt an der Pädagogischen Hochschule Schwäbisch Gmünd mit den Fächern Erziehungswissenschaft, Evangelische Theologie, Mathematik und Psychologie. Im Anschluss durchlief sie das Referendariat und war bis 1987 als Lehrerin in Weil im Schönbuch tätig. Von 1989 bis 1994 absolvierte Kucharz ein Diplom-Aufbaustudium an der Universität Tübingen in den Fächern Schulpädagogik, Erwachsenenbildung und Soziologie. Kucharz war anschließend bis 2000 als wissenschaftliche Mitarbeiterin an der Universität der Künste Berlin bei Jörg Ramseger tätig und promovierte dort 1999 zur Dr. phil. Bis 2002 war sie dann wissenschaftliche Assistentin ebendort und wurde 2002 zur Professorin für Schulpädagogik mit Schwerpunkt Grundschulpädagogik und Anfangsunterricht an der Pädagogischen Hochschule Weingarten berufen. Seit 2011 ist Kucharz Professorin für Grundschulpädagogik mit dem Schwerpunkt Sachunterricht an der Goethe-Universität Frankfurt am Main. Sie ist Mitherausgeberin der Fachzeitschrift Die Grundschulzeitschrift.

## Schriften (Auswahl)
- Wie viel Staat braucht die Bildung? Zugl.: Berlin, Hochsch. der Künste, Diss., 1999, Peter Lang, Frankfurt am Main u. a. 2000, ISBN 978-3-631-36781-0.
- mit Mattea Wagener: Jahrgangsübergreifendes Lernen. Eine empirische Studie zu Lernen, Leistung und Interaktion von Kindern in der Schuleingangsphase, 3. Aufl., Schneider-Verlag Hohengehren, Baltmannsweiler 2009, ISBN 978-3-8340-0499-4.
- mit Thorsten Bohl: Offener Unterricht heute. Konzeptionelle und didaktische Weiterentwicklung, Beltz, Weinheim/Basel 2010, ISBN 978-3-407-25490-0.